# Runcinia albida
Runcinia albida es una especie de araña cangrejo perteneciente al género Runcinia, de la familia Thomisidae, del suborden Araneomorphae.
Fue descrita científicamente por George Marx en 1893. La especie aparece registrada y publicada en On a new genus and some new species of Araneae from the west coast of Africa collected by the U. S. Steamer Enterprise. In: Riley, C. V. (ed.): Scientific results of the U. S. Eclipse expedition to West Africa 1889-90. Report on the Insecta, Arachnida and Myriapoda. Proceedings of the United States National Museum 16: 587–590, pl. 70 de 1893.

## Distribución
Se distribuye por África, en el Congo.